# Asferg (plaats)
Asferg is een plaats in de Deense regio Midden-Jutland, gemeente Randers, en telt 589 inwoners (2008).